# 1570 Brunonia
Az 1570 Brunonia (ideiglenes jelöléssel 1948 TX) a Naprendszer kisbolygóövében található aszteroida. Sylvain Julien Victor Arend fedezte fel 1948. október 9-én.